# Канюшков, Аркадий Максимович
Арка́дий Макси́мович Канюшко́в (2 марта 1925, Ширгиялы, Козьмодемьянский кантон, Марийская автономная область — 16 января 1993, г. Козьмодемьянск, Марий Эл) — горномарийский советский прозаик, публицист, поэт, переводчик, журналист, член Союза писателей СССР с 1957 года. Участник Недели марийской поэзии в Москве (1956). Заслуженный работник культуры Марийской АССР (1990). Участник Великой Отечественной войны. Член КПСС.

## Биография
Родился 2 марта 1925 года в д. Ширгиялы ныне Горномарийского района Марий Эл в крестьянской семье. Окончив в 1942 году Виловатовскую школу, поступил в МГПИ им. Н.К. Крупской.
20 февраля 1943 года был призван в ряды Красной армии. Участник Великой Отечественной войны: курсант радиобатареи, радист, старший писарь артиллерийского полка, гвардии сержант. С боями прошёл путь до берегов Балтийского моря, участвовал в сражении на Курляндском полуострове.
После войны работал в различных учреждениях культуры, в аппарате Еласовского райкома КПСС, журналистом горномарийской районной газеты «Ленинский путь». В 1961—1963 годах обучался на Высших литературных курсах Союза писателей СССР в Москве. Возглавлял литературное объединение при редакции горномарийской газеты «Ленин корны» («Ленинский путь»).
Умер 16 января 1993 года в г. Козьмодемьянске, похоронен на местном городском кладбище.

## Литературная деятельность
Печататься начал в 1939 году на страницах альманаха «Пеледшӹ сӓндӓлӹк». Его первый сборник стихов «Анзыкы» («Вперёд») вышел в 1948 году. До 1970-х годов в основном работал в жанре поэзии. Писал лирические стихи и поэмы.
В 1957 году был принят в Союз писателей СССР.
Работал также в жанре прозы, публицистики. В сборник «Кым яратымаш» («Три любви») 1973 года вошли одноимённая повесть, рассказы, очерки, фельетоны.
Отдельные лирические стихи А. Канюшкова композиторами были положены на музыку.
Работал и как переводчик, в переводе на горномарийский язык опубликованы стихи М. Лермонтова, Н. Некрасова, В. Маяковского, поэма А. Пушкина «Медный всадник», цикл стихов С. Есенина «Персидские мотивы», поэмы чувашского классика К. Иванова («Нарспи»), поэта А. Алги («Водяная мельница»).
Произведения А. Канюшкова публиковались в центральных журналах «Молодая гвардия», «Советский воин», «Нева», поэтических антологиях, переведены также на чувашский, татарский и мордовский языки.

## Основные произведения
Далее представлены основные произведения А. Канюшкова на горномарийском и в переводе на другие языки:

### На горномарийском языке
- Анзыкы: лыдышвлӓ [Вперёд: стихи]. — Козьмодемьянск, 1948. — 104 с.
- Тагачшы юкем: стихвлӓ [Сегодняшний голос: стихи]. — Йошкар-Ола, 1952. — 100 с.
- Мӓмнӓн биографийнӓ: стихвлӓ [Наша биография: стихи]. — Йошкар-Ола, 1957. — 76 с.
- Школьный тӓнгвлӓ: поэма [Школьные друзья]. — Йошкар-Ола, 1961. — 60 с.
- Пӹтӓриш звонок: стихвлӓ [Первый звонок: стихи]. — Йошкар-Ола, 1962. — 20 с.
- Шӱмем тӓ сагада: стихвлӓ да поэма [Моё сердце с вами: стихи и поэма]. — Йошкар-Ола, 1963. — 56 с.
- Лирика: лыдышвлӓ, поэма. — Йошкар-Ола, 1967. — 88 с.
- Кым яратымаш: повестьвлӓ, шайыштмашвлӓ, фельетонвлӓ, очерквлӓ [Три любви: повести, рассказы, фельетоны, очерки]. — Йошкар-Ола, 1973. — 224 с.
- Ӹлӹштӓшвлӓ вилӹт: лыдышвлӓ [Листья падают: стихи]. — Йошкар-Ола, 1979. — 104 с.
- Тыргыж жеп: лыдышвлӓ, поэма [Тревожное время: стихи, поэма]. —Йошкар-Ола, 2006. — 80 с.

### В переводе на другие языки
- Вспомни меня не ревнуя: стихи / пер. на рус. А. Казакова // Песнь любви. Т. 2. — М., 1972. — С. 131.
- Наш полдень: лирика. — Йошкар-Ола, 1975. — 96 с.
- Стихи / пер. на рус. Л. Урушевой, В. Цыбина // Между Волгой и Уралом. — Чебоксары, 1980. — С. 76—79.
- Бабье лето: стихи / пер. на рус. С. Поделкова // Созвездие. — М., 1982. — С. 23.
- Стихи // Соловьиный родник. — Йошкар-Ола, 1984. — С. 179—186.
- Мланде шар покшелне: почеламут-влак [В центре земного шара: стихи] / пер. на лугомар. — Йошкар-Ола, 1984. — 64 с.

## Звания и награды
- Заслуженный работник культуры Марийской АССР (1990)[3]
- Орден Отечественной войны I степени (06.04.1985)[5]
- Медаль «За боевые заслуги» (06.09.1943)[6]
- Медаль «За отвагу» (10.05.1945)[7]
- Медаль «За победу над Германией в Великой Отечественной войне 1941—1945 гг.» (09.05.1945)[8]
- Почётная грамота Президиума Верховного Совета Марийской АССР (1951, 1975)[3]